# پروژه انرژی خورشیدی تپه‌های شنی هلالی
پروژه انرژی خورشیدی تپه‌های شنی هلالی یک پروژه ۱۱۰ مگاواتی از چندین پروژه انرژی حرارتی خورشیدی در دست ساخت است که در نزدیکی تونوپا ایالت نوادا، ۳۱۰ کیلومتری شمال غرب لاس وگاس است. این پروژه توسط SolarReserve آغاز به توسعه کرده‌است و شرکت ثانویه Tonopah Solar Energy به توسعه ادامه داده شد. این پروژه کمتر از یک میلیارد دلار هزینه داشته‌است.
این پروژه شامل ۱۷٬۵۰۰ خورپا آینه‌ای است که انرژی حرارتی خورشید را در نقطه متمرکز می‌کند تا سبب ذوب نمک و روان شدن نمک در یک برج انرژی خورشیدی حدوداً ۱۶۰ متری شود. نمک مذاب از برج انرژی خورشیدی به یک مخزن ذخیره‌سازی می‌رود، که حرکت این مذاب در این مخزن باعث تبخیر آب و تولید برق می‌شود. نمک انرژی بیشتر از انرژی که برای تبخیر آب استفاده شود ذخیره می‌کند. این انرژی مازاد باعث می‌شود که تولید برق به مدت ده ساعت در شرایط نبود تابش نور مستقیم خورشید (شب یا هوای ابری) ادامه داشته باشد.
طبق قراردادی خرید برق بین SolarReserve و NV Energy، تمامی برق تولیدشده توسط پروژه انرژی خورشیدی تپه‌های شنی هلالی در ۲۵ سال آینده به شرکت برق نوادا به قیمت ۰٫۱۳۵ دلار برای هر کیلووات ساعت فروخته خواهد شد. در اواخر ماه سپتامبر سال ۲۰۱۱، تونوپا یک وام ۷۳۷ میلیون دلاری از وزارت انرژی ایالات متحده آمریکا دریافت کرد.
در ۱ سپتامبر ۲۰۱۱ کلنگ افتتاح این پروژه زده شد. در سال ۲۰۱۳ عملیات ساخت و ساز پروژه به پایان رسید. ذوب حدود ۳۲ هزار تن نمک در دو ماه آنجام شد. بعد از یکبار ذوب شدن و استفاده شدن، نمک باقی‌مانده هم برای پوشش گیاهی منطقه و هم برای چرخه تولید انرژی قابل استفاده است. عملیات تجاری این پروژه انتظار می‌رود اواسط ۲۰۱۵ آغاز شود.

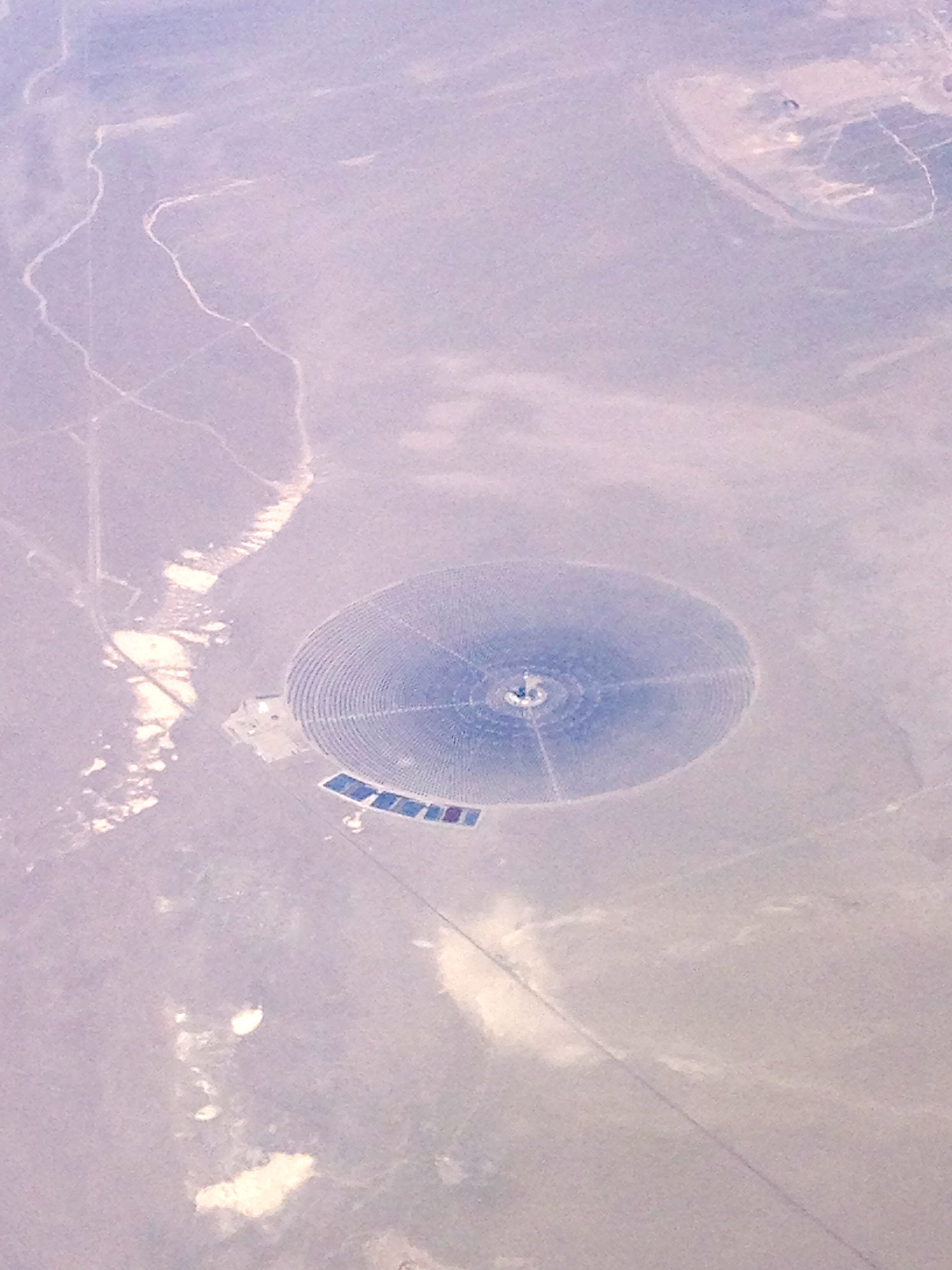
عکس هوایی از پروژه تکمیل شده.
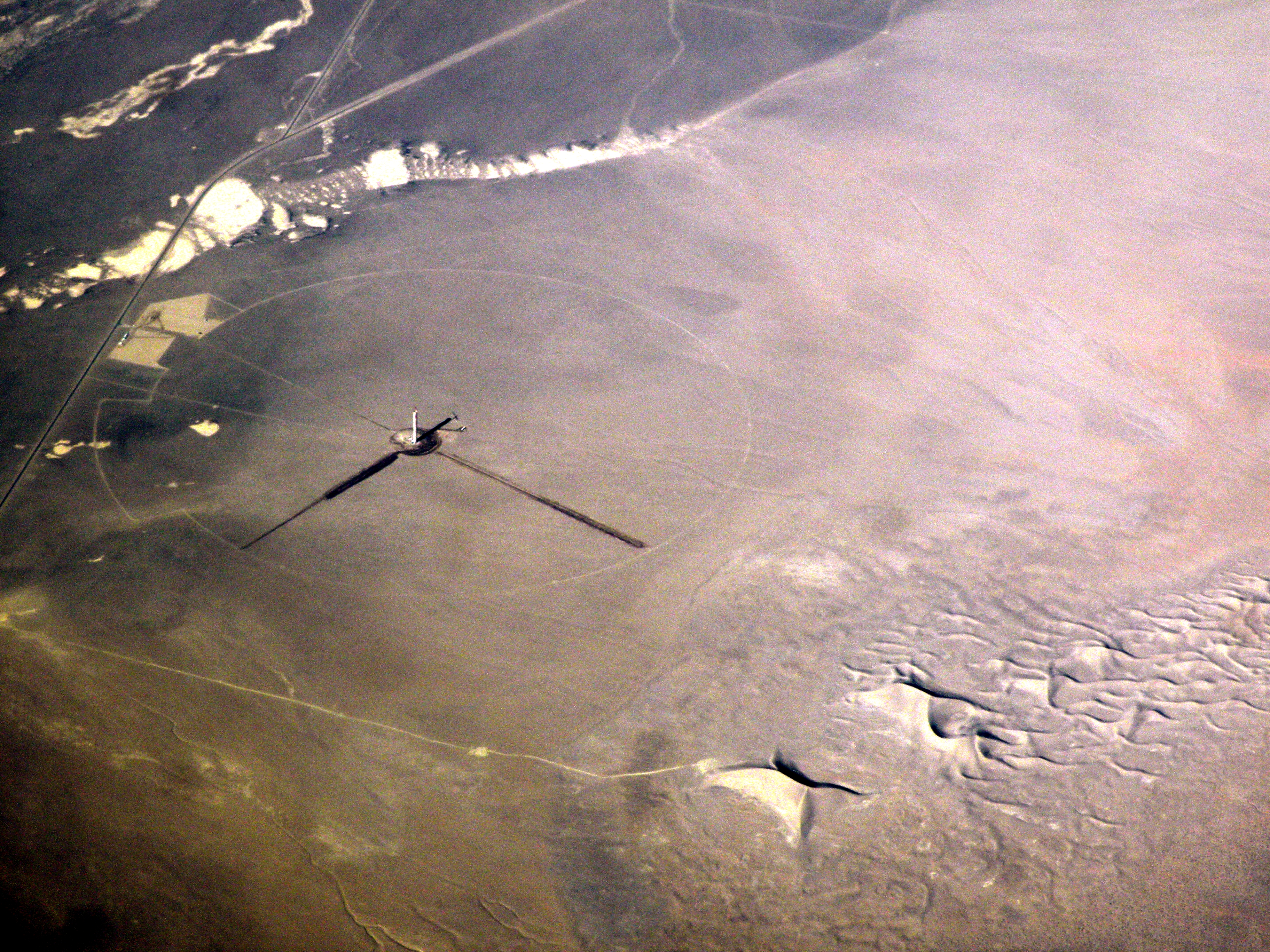
عکس هوایی از برج انرژی خورشیدی.تپه‌های شنی پایین سمت راست دیده می‌شوند.
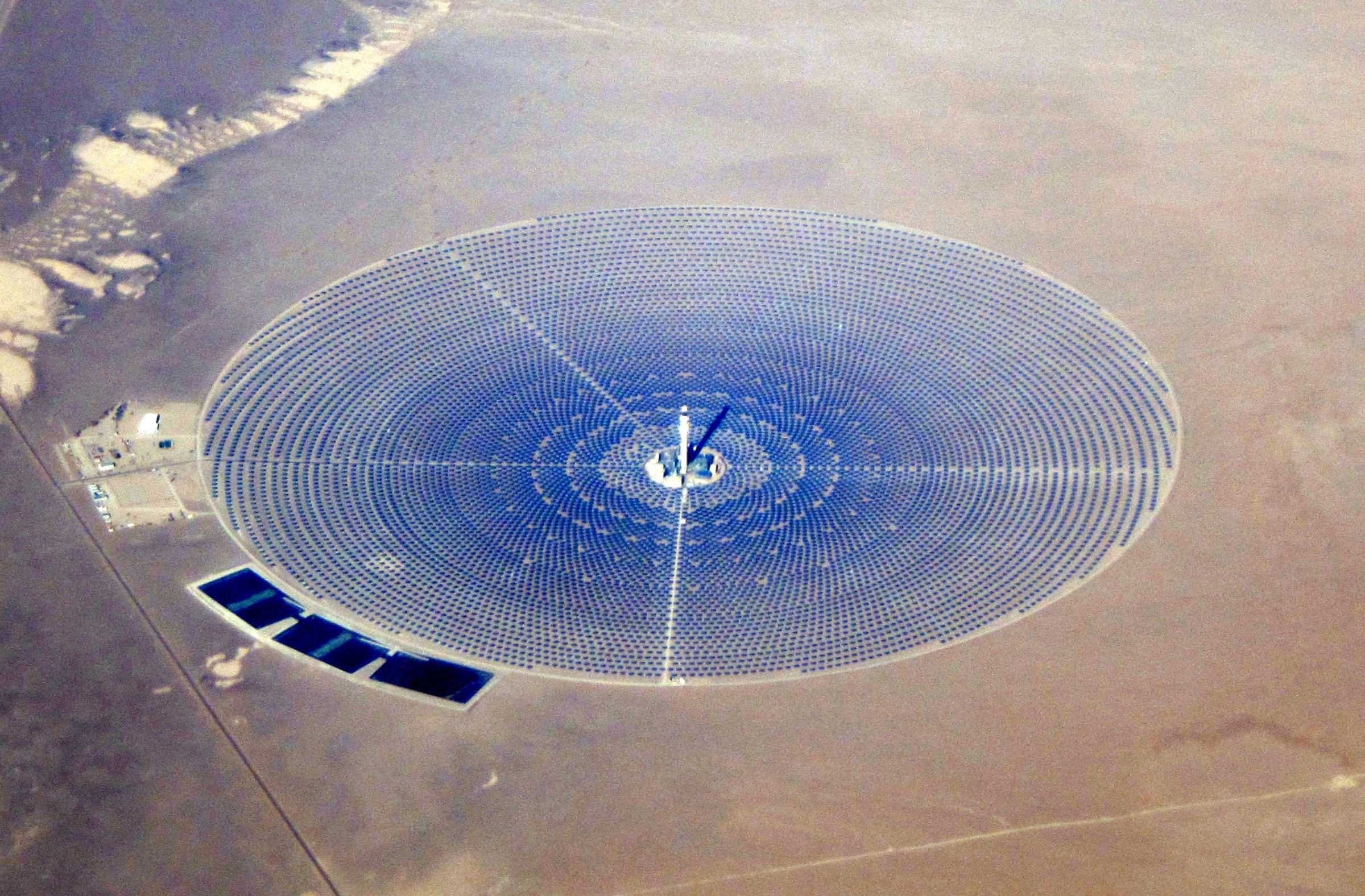
سایت کامل شده.